# Cerqueira César (ort)
Cerqueira César är en ort i Brasilien.   Den ligger i kommunen Cerqueira César och delstaten São Paulo, i den södra delen av landet, 800 km söder om huvudstaden Brasília. Cerqueira César ligger 740 meter över havet och antalet invånare är 14 260.
Terrängen runt Cerqueira César är platt. Cerqueira César är det största samhället i trakten.
Omgivningarna runt Cerqueira César är huvudsakligen savann. Runt Cerqueira César är det ganska glesbefolkat, med 32 invånare per kvadratkilometer.